# Хавана (Арканзас)
Хавана (англ. Havana, Arkansas) — город, расположенный в округе Йелл (штат Арканзас, США) с населением в 392 человека по статистическим данным переписи 2000 года.

## География
По данным Бюро переписи населения США Хавана имеет общую площадь в 1,29 квадратных километров, водных ресурсов в черте населённого пункта не имеется.
Хавана расположена на высоте 116 метров над уровнем моря.

## Демография
По данным переписи населения 2000 года в Хаване проживало 392 человека, 101 семья, насчитывалось 141 домашнее хозяйство и 160 жилых домов. Средняя плотность населения составляла около 327 человека на один квадратный километр. Расовый состав Хаваны по данным переписи распределился следующим образом: 83,93 % белых, 0,77 % — коренных американцев, 1,79 % — азиатов, 2,30 % — представителей смешанных рас, 11,22 % — других народностей. Испаноговорящие составили 17,86 % от всех жителей города.
Из 141 домашних хозяйств в 38,3 % — воспитывали детей в возрасте до 18 лет, 55,3 % представляли собой совместно проживающие супружеские пары, в 13,5 % семей женщины проживали без мужей, 27,7 % не имели семей. 22,7 % от общего числа семей на момент переписи жили самостоятельно, при этом 10,6 % составили одинокие пожилые люди в возрасте 65 лет и старше. Средний размер домашнего хозяйства составил 2,78 человек, а средний размер семьи — 3,25 человек.
Население города по возрастному диапазону по данным переписи 2000 года распределилось следующим образом: 29,1 % — жители младше 18 лет, 12,2 % — между 18 и 24 годами, 29,8 % — от 25 до 44 лет, 14,5 % — от 45 до 64 лет и 14,3 % — в возрасте 65 лет и старше. Средний возраст жителей составил 32 года. На каждые 100 женщин в Хаване приходилось 107,4 мужчин, при этом на каждые сто женщин 18 лет и старше приходилось 100,0 мужчин также старше 18 лет.
Средний доход на одно домашнее хозяйство в городе составил 30 625 долларов США, а средний доход на одну семью — 27 500 долларов. При этом мужчины имели средний доход в 18 558 долларов США в год против 17 222 доллара среднегодового дохода у женщин. Доход на душу населения в городе составил 10 963 доллара в год. 20,2 % от всего числа семей в округе и 24,2 % от всей численности населения находилось на момент переписи населения за чертой бедности, при этом 39,1 % из них были моложе 18 лет и 20,3 % — в возрасте 65 лет и старше.